# Мокричник шорсткий
Мокричник шорсткий або мінуарція шорстка (Minuartia hirsuta) — вид трав'янистих рослин родини гвоздичні (Caryophyllaceae). Поширений у південно-східній Європі й Туреччині. Етимологія: лат. hirsutus — «волохатий, щетинистий».

## Опис
Багаторічна рослина 3–20 см заввишки. Чашолистки з 5–9 жилками, яйцеподібно-ланцетні, з вузько-плівчастими краями, 4–5 мм завдовжки. Пелюстки майже такої ж довжини, коробочки на 1/3 коротше чашечки. Листки лінійні, 5–10 мм завдовжки. Запушення густе, залозисте.

## Поширення
Європа: Греція, Албанія, Македонія, Болгарія, Румунія, Угорщина, Словаччина, Україна — Крим; Азія: Туреччина.
В Україні зростає на луках, кам'янистих схилах — в Криму, нечасто. Входить до переліків видів, які перебувають під загрозою зникнення на територіях АРК і м. Севастополя.